# الكتاب الأخضر لسائق السيارات الزنجي
The Negro Motorist Green Book (أيضًا The Negro Motorist Green-Book ، أو The Negro Traveller 'Green Book ، أو ببساطة الكتاب الأخضر ) كان دليلًا سنويًا لسائقي الطرق الأمريكيين من أصل أفريقي . تَم إنشاؤه وَنشره من قبل عامل البريد الأمريكي الأفريقي في مَدينة نُيويورك فيكتور هوغو جرين من عام 1936 إلى عام 1966، خِلال حُقبة قَوانين جيم كرو، عِندما كان التَمييز مَفتوحاً وَغالباً ما يَنص عَليه القانون ضِد الأمريكيين من أصَل إفريقي على وَجه الخُصوص وَغيرهم مِن غير البيض كان منتشرًا على نطاق واسع. على الرُغم من أن التمييز العُنصري المُنتشر والفَقر يَحدان من مِلكية السيارات السوداء، إلا أن الطَبقة الوسطى الأمريكية الأفريقية الناشئة اشترت السَيارات بأسرع ما يمكن، لكنهم واجهوا مَجموعة مُتنوعة من المَخاطر والمُضايقات على طُول الطريق، من رفض الطعام والسكن إلى الاعتقال التعسفي. رداً على ذلك، كَتب جرين دليله للخَدمات والأماكن الصَديقة نسبياً للأمريكيين الأَفارقة، وفي النهاية وسع تغطيته من مَنطقة نيويورك إلى مُعظم أمريكا الشمالية، بالإضافة إلى تَأسيس وكالة سفر.
اتخذَ العديد من الأمريكيين السود القِيادة، جزئياً لتَجنب الفَصل العُنصري في وَسائل النقل العام. كما قال الكاتِب جورج شويلر في عام 1930، "كل الزنوج الذين يُمكنهم القِيام بذلك يَشترون سَيارة في أَسرع وَقت ممكن من أجل التحرر من الانزعاج والتمييز والعزل والإهانة".  كما سافر الأمريكيون السود الذين تَم تَوظيفهم كرياضيين وَفنانين وَبائعين بِشكل مُتكرر لأغراض العَمل باستخدام السَيارات التي يَمتلكونها شَخصياً.
واجه المسافرون الأمريكيون مِن أصل إفريقي صُعوبات مِثل رَفض الشَركات المملوكة للبيض خِدمتهم أو إصلاح سياراتهم، ورفض الفنادق المملوكة للبيض الإقامة أو الطعام، والتهديد بالعُنف الجَسدي وَالطرد القَسري من " مدن غروب الشمس " للبيض فقط. أُسس جرين الكتاب الأخضر ونَشره لِتجنب مثل هذه المَشاكل، وَجمع الموارد "لإعطاء المُسافر الزنجي مَعلومات مِن شَأنها أن تَمنعه مِن الوُقوع في الصُعوبات والإحراج وَتجعل رِحلته أكثر إمتاعًا". 
واجه المسافرون الأمريكيون مِن أصل إفريقي صُعوبات مِثل رَفض الشَركات المملوكة للبيض خِدمتهم أو إصلاح سياراتهم، ورفض الفنادق المملوكة للبيض الإقامة أو الطعام، والتهديد بالعُنف الجَسدي وَالطرد القَسري من " مدن غروب الشمس " للبيض فقط. أُسس جرين الكتاب الأخضر ونَشره لِتجنب مثل هذه المَشاكل، وَجمع الموارد "لإعطاء المُسافر الزنجي مَعلومات مِن شَأنها أن تَمنعه مِن الوُقوع في الصُعوبات والإحراج وَتجعل رِحلته أكثر إمتاعًا".  قَدم صانع فِيلم وَثائقي لِعام 2019 عن الكِتاب هذا المُلخص: "تحدث كُل من كنت أُجري مَعهم المُقابلات عن المجتمع الذي أنشأه الكِتاب الأخضر: نَوع من الكون الموازي الذي تم إنشاؤه بِواسطة الكتاب وهذا النَوع من خارطة الطَريق السرية التي قام بها جرين كتاب محدد ". 
مِن الطَبعة الأولى التي رَكزت على نيويورك وَنشرت في عام 1936، وسع جرين العمل لِيشمل مُعظم أمريكا الشمالية، بما في ذلك مُعظم الولايات المتحدة وأجزاء من كَندا والمكسيك ومنطقة البَحر الكاريبي وبرمودا. أصبح الكِتاب الأخضر "الكتاب المقدس للسفر الأسود خلال جيم كرو"،  مما مكن المسافرين السود من العثور على المساكن والشركات ومحطات الوقود التي من شأنها أن تخدمهم على طول الطريق. لم يكن معروفًا كثيرًا خارج الجالية الأمريكية من أصل أفريقي. بعد فترة وجيزة من تمرير قانون الحقوق المدنية لعام 1964 ، الذي حظر أنواع التمييز العنصري التي جعلت الكتاب الأخضر ضروريًا ، توقف النشر وأصبح في غموض. كان هناك اهتمام متجدد به في أوائل القرن الحادي والعشرين فيما يتعلق بدراسات السفر الأسود خلال عصر جيم كرو.
تم إعادة نشر أربعة أعداد (1940 و 1947 و 1954 و 1963) بالفاكس (اعتبارًا من ديسمبر 2017) ، وتم بيعها جيدًا.  تم الآن رقمنة 23 إصدارًا إضافيًا بواسطة المجموعات الرقمية لمكتبة نيويورك العامة. 